# Педосфера
Педосфера (дав.-гр. πέδον, pedon, педон— ґрунт і дав.-гр. σφαῖρα — сфера) — планетарна багатокомпонентна оболонка. Терміни «педосфера» і «ґрунтовий покрив Землі» не рівнозначні. Ґрунт є одним з компонентів педосфери разом із підґрунтям і глибокими шарами кори вивітрювання — середовища живих організмів. У сучасному уявленні педосфера — це поверхнева оболонка Землі, у якій перетинаються і взаємодіють потоки речовини та енергії, що надходять на поверхню суші: екзогенні та ендогенні, абіотичні і біотичні, природні й антропогенні, з особливим рівнем організації матерії, який в зоні контакту літосфери, атмосфери і гідросфери за активної участі живих організмів визначає формування біокосних природно-історичних тіл — ґрунтового та підґрунтового екоярусів біосфери, що характеризуються цілим рядом біосферних функцій, найважливішою з яких є забезпечення біопродуктивності.
Специфічними ознаками педосфери є:
- приуроченість до підземного екоярусу біосфери в межах суші.
- наявність необіогенної неживої речовини, що трансформує косну основу.
- специфічні облігатні і незамінні глобальні регулюючі функції, в тому числі фактор біопродуктивності.
- особлива структурна організація вертикального профілю та просторова організація ґрунтових тіл.

Педосфера в цілому та її найбільш виразний компонент — ґрунт є об’єктом ґрунтознавства — науки про будову, склад, властивості та географічне поширення ґрунтів, закономірності їх походження, розвитку, функціонування та ролі в природі, шляхи і методи їх меліорації, охорони та раціонального використання.
Вперше термін «педосфера» був введений у науковий обіг А. А. Яриловим і довгий час сприймався (часто сприймається і сьогодні) як синонім ґрунтового покриву Землі.

## Структура педосфери
Педосфера включає два структурних рівня (яруси): 1) власне ґрунтовий покрив (ґрунти із профільною будовою і ґрунтоподібні тіла — педоліти); власне підземний екоярус біосфери (згущення життя); 2) підґрунтовий екоярус біосфери (зона розрідження життя). Нижня межа першого ярусу визначається межею ґрунтового профілю (до 1,5—2 м, в окремих випадках до 3—5 м), в якому спостерігається виразний фронтальний вплив процесів ґрунтоутворення на косне середовище. Потужність і нижню межу другого ярусу педосфери об’єктивно важко визначити. У ґрунтознавстві він практично не вивчався; досліджуються лише в основному абіотичні параметри так званих «зони аерації», «ґрунто-підґрунтя», «ґрунтово-підґрунтової товщі» у меліоративному ґрунтознавстві. 
У межах педосфери виділяють окремі суперрегіони. За термічними особливостями виділяють кріопедосферу і термопедосферу. За характером прояву екзогенезу виділено 5 мегаструктур—секторів: гумідно-тропічний, льодовиково-перігляціальний, аридний, кріогенний і вулканічний.

## Етапи формування педосфери
Еволюція педосфери пов’язана з еволюцією біосфери і всієї живої речовини планети. В історії її формування виділено декілька етапів.
- 1. Плівкова педосфера прокаріот (4 — 1,7 млрд років), що формувалася у вигляді бактеріальних матів спочатку в прибережних частинах водоймищ, а потім на скальних просторах земної кори, формуючи разом з хімічними і фізичними агентами первинну кору вивітрювання.
- 2. Коврова педосфера екосистем прокаріот, грибів, водоростей і лишайників з участю одноклітинних і багатоклітинних тварин — черв'яків, членистоногих, комах (2,0 — 1,9 млрд років), що являла уже достатньо складну біокосну систему із своєрідним круговоротом речовин.
- 3. Подушкова педосфера екосистем псилофітів (селур, виразно в девоні) , що відрізнялася завдяки появі та впливу вищих рослин із кореневою системою.
- 4. Педосфера екосистем кам’яновугільного періоду (з другої половини девону за участі археоптерісової, а потім у кінці палеозою антракофітової флори), яка мала уже виражену зональність.
- 5. Педосфера сучасного типу.

Сучасна педосфера налічує сотні основних типів і багато тисяч видів і різновидів ґрунтів, що розрізняються будовою, фізичними і хімічними властивостями, гідротермічним режимом, складом і особливостями життєдіяльності ґрунтової біоти. Поширення різних типів та видів ґрунтів на земній поверхні і просторова структура ґрунтового покриву мають закономірний географічний характер і зумовлені сукупною взаємодією біокліматичних та літолого-геоморфологічних факторів ґрунтоутворення. Закономірності географічного поширення ґрунтів і структури ґрунтового покриву є предметом географії ґрунтів — розділу ґрунтознавства, а наочними матеріалами, що їх відображають — ґрунтові карти та карти ґрунтово-географічного районування. 

## Глобальні екологічні функції педосфери
Педосфера Землі розглядається як компонент біосфери, який виконує складну загальнопланетарну роль в накопиченні й перерозподілі енергії, створює і підтримує життєво необхідні умови для організмів. Ґрунти і організми утворюють на суші первинні структурні одиниці біосфери — біогеоценози (екосистеми), які виконують на планеті функцію біосинтезу рослинної органічної речовини, що є основною умовою існування більшості мікробів, тварин, людини і людського суспільства.
Основними планетарними функціями педосфери є такі:
- Педосфера є середовищем і певним трампліном для розвитку і еволюції життя на Землі. Без формування педосфери живий світ Землі не мав би такого різноманіття і еволюційної досконалості.
- Педосфера є фактором біопродуктивності наземних екосистем.
- Педосфера є акумулятором необіогенної неживої речовини та енергії, що зосереджена в ній; це арена трансформації органічної речовини і передачі в глибинні шари літосфери.
- Педосфера є ареною біохімічного перетворення верхніх шарів літосфери у результаті дії процесів ґрунтотворення і вивітрювання. Ґрунти чинять значний вплив на континентальні кори вивітрювання, які зараз розглядаються не тільки як материнські породи ґрунтів, але і як результат впливу ґрунтоутворюючих процесів на поверхневі шари гірських порід.
- Педосфера є джерелом і регулятором надходження речовин в гідросферу, фактор формування сольового складу вод Світового океану.
- Педосфера є фактором регулювання газового складу атмосфери.
- Педосфера є фактором, що регулює тепловий режим Землі.
- Педосфера є захисною мембраною поверхні суші, визначаючи швидкості розвитку ерозійних і рельєфоутворюючих процесів.
- Педосфера виконує також інформаційні функції, що проявляється в її здатності «записати» і зберегти в реліктових ознаках свідоцтва природних умов і антропогенного впливу минулих епох.

Серед безлічі функцій, здійснюваних ґрунтами в різноманітних наземних екосистемах та біосфері в цілому найбільше значення мають ті, які характеризують педосферу як унікальне середовище проживання та життєдіяльності живих істот. Унікальність проявляється в тому, що будучи найтоншою земною оболонкою ґрунтовий покрив характеризується найвищою щільністю життя і найбільшою видовою різноманітністю живих істот, що його населяють. Більше 92% генетично різних видів рослин і тварин, відомих на Землі, є сухопутними і живуть у або на ґрунті. У системі ґрунт-рослина відбувається великий двосторонній процес акумуляції та деструкції органічної речовини, що забезпечує відновлення і циклічний характер життя на Землі.
Дуже важливою і найбільш широко відомою функцією ґрунтів є їх біологічна продуктивність (на сільськогосподарських землях — родючість), тобто здатність забезпечувати рослини елементами живлення, вологою, повітрям і теплом і тим самим відтворювати життя рослин, давати врожай. Використання ґрунтової родючості дає людині понад 98% всіх продуктів харчування і велику кількість різноманітної сировини для промислового виробництва. Тому протягом всієї історії людства проблема родючості ґрунту завжди була на одному з перших місць.